# گمینا ژانشنیک
گمینا ژانشنیک (به لهستانی:  Gmina Rząśnik) یک گمینا در لهستان است که در شهرستان ویشکوف واقع شده‌است. گمینا ژانشنیک ۱۶۷٫۴۲ کیلومتر مربع مساحت و ۶٬۹۶۵ نفر جمعیت دارد.